# Arbeitslager Landeshut
Arbeitslager Landeshut (AL) – filia niemieckiego obozu koncentracyjnego Gross Rosen w Kamiennej Górze na Dolnym Śląsku, jeden z licznych podobozów Gross Rosen.

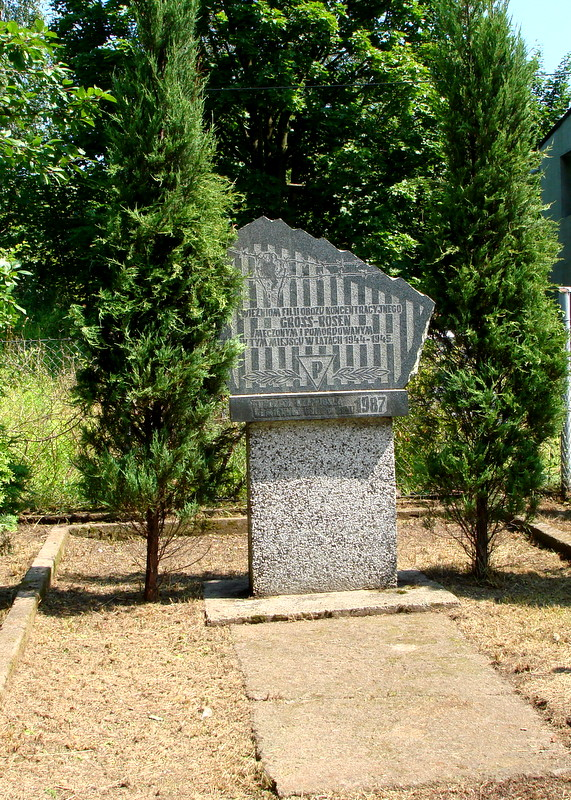
Pomnik poświęcony więźniom, zamordowanym w AL Landeshut

Zaczął działalność 16 lipca 1944 r. Przebywali tu więźniowie z różnych krajów Europy, byli to: Polacy, Czesi, Słowacy, Rosjanie, Niemcy, Belgowie, Francuzi, Włosi, Żydzi, Białorusini, Ukraińcy, Albańczycy. Był to obóz męski. Więźniowie głównie wykonywali niewolniczą pracę na rzecz zakładów przemysłowych z terenu miasta i okolic, zatrudniani byli też przy drążeniu podziemnych grot i tuneli, a także przy budowie infrastruktury wojennej.
Funkcję komendanta obozu pełnili:
- Gross,
- Helmut Hanke,
- Hugon Petzner.

Rozwiązanie podobozu nastąpiło 8 maja 1945 r. Filia funkcjonowała 292 dni.
Dzisiaj w Kamiennej Górze czci się pamięć tych którzy zginęli w obozie. Na cmentarzu komunalnym znajduje się grób, zaś na stoku Góry Parkowej usytuowany jest pomnik poświęcony pomordowanym.